# Teorema da base de Hilbert
Em matemática, o Teorema da base de Hilbert estabelece que todo ideal no anel de polinômios em várias variáveis sobre um anel noetheriano é finitamente gerado. Isto pode ser traduzido para o contexto da geometria algébrica da seguinte maneira: todo conjunto algébrico sobre um corpo pode ser descrito como o conjunto das raízes comuns a uma quantidade finita de equações polinomiais. O teorema recebe o nome em homenagem ao matemático alemão David Hilbert, que o demonstrou em 1888.

## Sistema de Mizar
O projeto Mizar completou a formalização e verificação automática de uma demonstração do teorema da base de Hilbert no arquivo HILBASIS.